# Jean Wilson (skridskoåkare)
Jean Wilson, född 19 juli 1910 i Glasgow, död 3 september 1933, var en kanadensisk skridskoåkare. Hon deltog i uppvisningsgrenen skridsko för damer i de Olympiska vinterspelen 1932 i Lake Placid. Hon vann 500 meter, kom tvåa på 1 500 meter efter Kit Klein från USA, men föll när hon ledde 1 000 meter och kom sist i finalen.

### Fotnoter
1. ↑  ”Jean Wilson” (på engelska). Canadian Encyclopedia. http://www.thecanadianencyclopedia.ca/en/article/jean-wilson/. Läst 23 november 2016.